# Alto de Coloane
L'Alto de Coloane est une colline de Macao, le point culminant de la région. Elle se situe à une altitude de 172 mètres sur l'île de Coloane.